# Perry Crosswhite
Perry Rothrock Crosswhite AM (* 22. September 1947 in Washington, D.C.) ist ein ehemaliger australischer Basketballspieler und Sportfunktionär.

## Sportliche Karriere
Der 2,06 Meter große Crosswhite kam nach seinem College-Abschluss 1969 nach Australien. Er spielte bei den Melbourne Tigers und nahm 1971 die australische Staatsbürgerschaft an.
Bei den Olympischen Spielen 1972 in München belegte die australische Basketballnationalmannschaft den neunten Platz. Crosswhite spielte in allen neun Partien und erzielte sechsmal mehr als zehn Punkte. Seine höchste Punktzahl erreichte er mit 21 Punkten beim 75:69 über die Brasilianer. 1974 war Crosswhite erstmals Kapitän der Nationalmannschaft, die bei der Basketball-Weltmeisterschaft 1974 den zwölften Platz belegte.
1976 bei den Olympischen Spielen in Montreal erreichten die Australier den achten Platz. Crosswhite war in allen sieben Spielen dabei und übertraf fünfmal die Zehnpuntemarke. Vier Jahre später bei den Olympischen Spielen 1980 in Moskau wurden die Australier erneut Achte. Crosswhite war zwar immer noch Kapitän, hatte aber nun deutlich weniger Einsatzzeit und erzielte in sechs Partien insgesamt 19 Punkte.
Nach seiner eigenen sportlichen Laufbahn blieb Crosswhite dem Sport als Funktionär erhalten. Er war in leitender Funktion unter anderem am Australian Institute of Sport und in der Australian Sports Foundation tätig, bevor er 1991 als Geschäftsführer zum Australian Olympic Committee wechselte. Ab 1995 leitete er die Australian Commonwealth Games Association. 2003 wurde Crosswhite in die Sport Australia Hall of Fame aufgenommen.